# Cezarjeva državljanska vojna

Cezarjeva državljanska vojna (49–45 pr. n. št.) je bila državljanska vojna v pozni rimski republiki med dvema frakcijama, ki sta ju vodila Julij Cezar in Pompej. Glavni vzrok za vojno so bile politične napetosti, povezane s Cezarjevim položajem v republiki ob njegovi pričakovani vrnitvi v Rim po izteku njegovega guvernerstva v Galiji.

## Pot k državljanski vojni
Medtem ko je Cezar organiziral pokorjena ozemlja v Galiji, sta se tudi druga dva triumvirja trudila, da bi povečala svojo moč. Pri tem je bil Pompej uspešnejši, saj je bil v letu 52 pr. n. št. izvoljen za konzula brez partnerja (dotlej sta državo vodila dva konzula). Kras je bil po svoji konzulski karieri imenovan za guvernerja province Sirije, vendar je leta 53 pr. n. št. padel v boju s Parti. Po Krasovi smrti sta izmed triumvirjev ostala le še Cezar in Pompej in le še vprašanje časa je bilo, kdaj se bosta spopadla. Pompej se je še vedno zanašal na star sloves uspešnega vojskovodje, medtem ko je Cezar večino svojega bogastva, nagrabljenega v Galiji, potrošil za podkupovanje rimskih politikov. Za vsak primer je Pompej od Cezarja zahteval vrnitev dveh legij, katere mu je posodil za boje z Galci. Ti vojaki so hlinili prijaznost do Pompeja, v resnici pa so bili vdani Cezarju. Zaradi tega se je Pompej prevzel in je začel zanemarjati lastne legije, to pa je bila voda na Cezarjev mlin. Leta 50 pr. n. št. je senat predlagal, da tako Cezar kot Pompej odložita orožje. Cezar se je s predlogom strinjal, vendar pa je bil proti, da bi nato enemu dali oblast, drugega pa obsodili pehanja za tiranijo. Senat je v večini podprl predlog o razpustitvi Cezarjevih in Pompejevih legij, konzul Lentul in Pompejev tast senator Scipion pa sta zahtevala, da se Cezarja razglasi za državnega sovražnika. V senatu je prišlo do spora in seja je bila končana brez odločitev. Na naslednjo sejo senata, 1. januarja 49 pr. n. št. sta Mark Antonij (82—30 pr. n. št.) in Kurion prinesla Cezarjevo pismo s predlogom, da bi obdržal Cisalpinsko Galijo in Ilirikum ter štiri legije do naslednje kandidature za konzulat. Senat je Cezarju odobril obe provinci in 6.000 legionarjev, s čimer se je strinjal tudi Pompej, vendar pa je dal konzul Lentul Marka Antonija in Kuriona sramotno vreči iz senata. Cezar je to razumel kot povod za vojno, saj bi bil v primeru, da bi razpustil čete in se vrnil v Rim, obsojen zaradi kršenja ustave in obsojen na pregnanstvo. Odločil se je za vojno proti Pompeju in njemu naklonjenim senatorjem. Cezar je imel v tem trenutku tostran Alp le okoli 300 konjenikov in 5.000 pešakov, vendar se je raje odločil za hiter napad, kot pa čakati okrepitev. Poslal je po legije v Galijo, sam pa je krenil na jug. 7. januarja mu je senat odvzel tudi naslov prokonzula Galije in na njegovo mesto posadil Domicija Aenobarba, Cezarjevega sovražnika. Reka Rubikon, ki je razmejevala Cisalpinsko Galijo in Italijo, je označevala linijo, katere ni smela prečkati nobena oborožena vojska. Po legendi se je Cezarju tam prikazal velikan, ki je igral na trobento in ga vabil čez reko. Cezar je to razumel kot znak bogov. Tako je ponoči z 11. na 12. januar (po nekaterih podatkih 10. januarja) leta 49 pr. n. št. je prekoračil Rubikon in začel državljansko vojno (49–46 pr. n. št.).

## Državljanska vojna
Cezar je svojim vojakom ukazal, naj oboroženi samo z meči (in še te naj uporabijo le v skrajni sili) pod poveljstvom Kvinta Hortenzija, zavzamejo mesto Arminum (danes Rimini), najpomembnejše mesto v Italski Galiji. Arminum je padel še tisto noč, s čimer si je Cezar odprl pot na jug. Ko je novica o padcu Arminuma dosegla Rim, je izbruhnila panika. Mnogo Cezarjevih nasprotnikov je začelo v neredu zapuščati domove in bežati iz Rima. Splošni paniki je podlegel tudi Pompej: izdal je uradni razglas o vojnem stanju, nato pa je zbežal iz Rima v Brundizij, nato pa čez Otrantski preliv v Drač. Zaradi panike v nasprotnikovih vrstah je Cezar v dveh mesecih zasedel vso Italijo z mesti, kot je Masilija, brez prelivanja krvi. Takoj je sklical senatorje ter se z njimi umirjeno in razumno pogovoril. Prevzel je tudi državno zakladnico in najel večje število rekrutov. Najprej je odrinil v Španijo, da bi si zavaroval hrbet, ko bi krenil na vzhod. Tod je premagal vojsko Pompejevih legatov Afranija in Varona, medtem ko so najvišji poveljniki pobegnili k Pompeju v Epir. Ko se je Cezar vrnil v Rim, ga je senat imenoval za diktatorja. Kot diktator je dal priklicati izgnane nazaj, znižal je obrestno mero v korist dolžnikom, po enajstih dneh pa se je diktaturi odpovedal. Nato je vladal skupaj s Servilijem Isaurikom kot eden izmed konzulov, vendar pa je obdržal vojaško poveljstvo. V letu 48 pr. n. št. se je Cezar z vojsko odpravil v Brundizij, da bi z ladjevjem prečkal Otrantski preliv in izsledil Pompeja v Epiru. Tod ga je le-ta čakal na strateško močni točki, ki se jo je dalo oskrbovati s kopne in z morske strani. Cezarjevi vojaki niso imeli te sreče. Med čakanjem na bitko so trpeli hudo lakoto in so zaradi pomanjkanja jedli celo korenine tamkajšnjega rastlinja. Pred Pompejevim taborom se je vnel niz manjših bojev, v katerih je večinoma zmagovala Cezarjeva vojska, v pomembnejšem izmed bojev pa je zmagal Pompej. Ta poraz je tako načel moralo že izčrpane in lačne vojske, da je Cezar odpeljal svoje legionarje v Makedonijo nad Scipiona. Pompej se je odločil počakati, da se nasprotnik izčrpa, vendar pa so ga njegovi nestrpni generali pregovorili, da krene za Cezarjem. Medtem je Cezarjeva vojska prispela v Gomfe v Tesaliji, kjer so si utrujeni in lačni možje nekoliko opomogli. Cezarjeva in Pompejeva vojska sta se srečali na ravnini pri Farsalosu (slovensko Farzal). Cezarjeva vojska je štela 1.000 konjenikov in 22.000 pešakov, Pompejeva pa 7.000 konjenikov in 45.000 pešakov. Ob začetku bitke je Cezar centru vojske ukazal napad, sam pa je na desnem krilu čakal napad nasprotnikove konjenice. Vojakom je ukazal, naj mladim, vojne nevajenim nasprotnikom naperijo kopja proti obrazu in ne v konje, kot je bilo v navadi. Rezultat je bil presenetljiv: Pompejeva konjenica in nato še center sta se spustila v beg. Cezarjevi vojaki so jih zasledovali vse do tabora. Na bojišču je obležalo okoli 6.000 Pompejevih vojakov, Cezarjeve izgube so bile manjše. Z ujetniki je Cezar izpopolnil svoje legije. Pompej je z bojišča zbežal v Egipt.

## Vojna s Pompejem
Po zmagoslavju pri Farzalu je Cezar krenil v Malo Azijo, nato pa za Pompejem v Egipt. Ko je Cezar prispel v Aleksandrijo, je izvedel, da je bil Pompej na svoj rojstni dan (28. septembra) 48 pr. n. št. umorjen. S solzami v očeh je prejel Pompejev pečatni prstan. Ujete Pompejeve pristaše je pomilostil in si s tem večinoma pridobil njihovo naklonjenost.

## Egipčanska vojna
V Aleksandriji se je Cezar sestal s Kleopatro (69 – 30 pr. n. št.) in z njo začel ljubezensko razmerje. Pomagal ji je pri spravi z njenim bratom Ptolemajem XIII. in ji pridobil del vladarske oblasti. Del ptolemajske vlade se je Cezarjevim dejanjem uprl. Izbruhnila je aleksandrijska vojna, ki jo je Cezar opisal v knjigi De Bello Alexandrino. Med spopadi je zgorel del aleksandrijske knjižnice. Cezar je leta 47 pr. n. št. premagal egipčansko vojsko s Ptolemajem XIII. na čelu, oblast pa dal Kleopatri in njenemu bratu Ptolemaju XIV. Kleopatra je rodila sina, Cezariona, ki je domnevno bil Cezarjev. Iz Egipta se je Cezar odpravil v Sirijo in nato v Malo Azijo.

## Poraz Farnaka II.
Malo Azijo je Cezar našel v plamenih. Sin Mitridata VI. Farnakes II. (Farnak II.), je prevzel oblast v Pontu ter začel hujskati ljudi proti Rimu. Cezar ga je s tremi legijami izsledil in ga v bitki pri Zeli hitro premagal. Rim je o svoji bleščeči zmagi obvestil s kratkim sporočilom: 
Veni, vidi, vici.

## Pompejevi privrženci
Proti koncu leta 47 pr. n. št. se je iz Male Azije vrnil v Italijo. Tod je bil že drugič imenovan za diktatorja, za naslednje leto pa mu je bil namenjen konzulat. Poleg časti je bil deležen tudi očitkov: njegovi vojaki so ostali nekaznovani, ko so umorili bivša pretorja, očitano mu je bilo tudi, da dopušča Amantijevo lakomnost in pijančevanje Marka Antonija. Odgovornost za to so naprtili Cezarju, vendar pa je le-ta iz političnih vzrokov prenašal očitke. Pompejeva pristaša Scipion mlajši in Kato mlajši (95–46 pr. n. št.) sta po porazu pri Farzalu zbežala v Severno Afriko, kjer sta se leta 46 pr. n. št. združila s tamkajšnjim kraljem Jubo, kateri je imel pod seboj veliko število oboroženih mož in bojnih slonov. Takoj ko je Cezar izvedel za to zvezo, je zbral vojsko in iz Sicilije odpotoval v Afriko. Numidijci so z bliskovitimi napadi večkrat presenetili Cezarjeve vojake in jim prizadejali hude izgube. Ti uspehi so Scipiona in Jubo navdali s pogumom, zato so v bližini Taspa (v današnji Tuniziji) začeli z gradnjo utrdbe, ki bi bila izhodišče za dokončni napad na Rimljane. Cezar je izvedel za to namero in je s svojimi vojaki pridrvel nad presenečene graditelje utrdbe. Po enem izmed poročil naj bi umrlo 50.000 rimskih nasprotnikov in le 50 Rimljanov. Po pričevanju se Cezar zaradi epileptičnega napada (glej Bolezni) te bitke sploh ni mogel udeležiti. Po vrnitvi v Rim je Cezar slavil kar štiri triumfe: nad Galci, Egipčani, Pontčani in Numidijci. Po zmagoslavnih slovesnostih je Cezar dal razdeliti med vojake velike vsote denarja ter priredil bogate gostije in razkošne igre. Po zaključenem praznovanju se je Cezar odpravil v Španijo nad Pompejeva sinova. Čeprav sta bila mlada, sta zbrala močno vojsko. Vojska mladih Pompejevih sinov se je zagrizeno spopadla z ostarelimi Cezarjevimi legionarji. V odločilni bitki pri Mundi je moral Cezar osebno spodbujati vojake k večji bojni vnemi. Po trdi bitki je na bojišču obležalo okoli 30.000 Cezarjevih nasprotnikov, med njimi tudi starejši Pompejev sin. Po zmagi je Cezar rekel: 
Pogosto sem se boril za zmago, danes pa prvikrat za življenje.
 To je bila Cezarjeva zadnja bitka.